# 小黒部谷
小黒部谷（こくろべたに）は、富山県黒部市を流れる河川で、黒部川四大支流の一つ。

## 概要
立山連峰の池平山の辺りを源流として流れ黒部峡谷鉄道の欅平駅から北に1kmの位置で黒部川と合流している。
上流域ではモリブデンを産出し、かつては小黒部鉱山が稼働していた。
谷中は土砂崩れ多発地帯であり、砂防施設が建設されている。

## 歴史
大正期には谷沿いに道が開かれていて池ノ平山東面の鉱山に通じていた。また藩政時代の古図にも朱線が描かれており、黒部下ノ廊下のバイパスの役割を果たしていた。

## 地質
小黒部谷の渓谷は活断層である牛首断層によって形成された。小黒部谷の地質は未調査であり、破砕帯などの確認はなされていない。

## 地理

### 主な支流
- 折尾谷
- 西谷
  - 中谷